# Совет министров Королевства Нидерландов
Совет министров Королевства Нидерландов — предусмотренный Хартией Королевства Нидерландов исполнительный орган федеративного государства, включающего метрополию, Арубу и Нидерландские Антильские острова.
Состоит из Совета министров Нидерландов с добавлением Полномочного министра Арубы и Полномочного министра НАО. Совет министров Королевства Нидерланды, как и Совет министров Нидерландов, возглавляет премьер-министр Нидерландов.
Полномочные министры Арубы и НАО несут ответственность перед правительствами этих территорий, а не перед Генеральными штатами, как нидерландские министры. Когда в результате кризиса Кабинет Нидерландов выходит в отставку, Полномочные министры остаются в должности.
Законы, действующие в метрополии и на обеих федеральных территориях, называются «Законами королевства» (Rijkswet), например, таков закон о нидерландском гражданстве.

## Источник
- The Charter of the Kingdom of the Netherlands (недоступная ссылка) — Хартия Королевства Нидерландов  (англ.)  (недоступная ссылка)